# Onde Está Elisa?
Onde Está Elisa? é uma série portuguesa produzida pela Plural Entertainment exibida pela TVI desde 17 de setembro de 2018 até 20 de março de 2020. Escrita por Artur Ribeiro foi uma adaptação da telenovela chilena ¿Dónde está Elisa?.
A 2.ª parte da telessérie foi exibida, de 24 de fevereiro de 2020 a 20 de março de 2020, substituindo Prisioneira e sendo substituída por Quer o Destino.
É protagonizada por Marco d'Almeida, Heidi Berger, Ana Cristina de Oliveira e António Pedro Cerdeira. 
Foi reposta na TVI Ficção desde novembro de 2020 a março de 2021 com um total de 88 episódios, substituindo Jogo Duplo e sendo substituída por Espírito Indomável - A Série.

## Sinopse

### 1.ª temporada
A vida da família Menezes muda radicalmente depois do desaparecimento de Elisa Menezes (Heidi Berger), a filha mais velha de Rui (António Pedro Cerdeira) e Francisca Menezes (Ana Cristina Oliveira). Com a tragédia, os segredos obscuros de cada membro da família, de cada amigo, de cada pessoa que rodeava Elisa, são desvendados. Começam as desconfianças, as paranoias, o desenterrar de histórias do passado, as rivalidades e a inevitável distribuição de culpas. No meio dos conflitos familiares, muitos suspeitos são revelados, entre eles os próprios pais, tios, primos, amigos, antigos e atuais empregados da família. Durante a busca desesperada por Elisa, o clã Menezes começa a desintegrar-se. O que, à primeira vista, parecia uma família unida, transforma-se num núcleo desavindo onde todos têm alguma coisa a esconder.
Dispostos a tudo para encontrar a filha, os Menezes ficam obcecados com uma investigação que só conduz a becos sem saída. Elisa desaparece sem deixar rasto e não há muitas pistas. Apenas o rosto de uma adolescente que também escondia os seus próprios segredos e uma outra personalidade. No decorrer da investigação conduzida pelo atormentado inspetor da Polícia Judiciária Carlos Reis (Marco D'Almeida) são várias as teorias e hipóteses para o desaparecimento de Elisa: rapto para pedido de resgate; rapto para fins sexuais ou tráfico humano; alguma vingança ou crime passional, ou mesmo a possibilidade de não se tratar de um rapto, mas sim de uma fuga. Aos poucos, tanto a polícia como os pais de Elisa, começam a perceber que a jovem já não era a filha perfeita e inocente que os pais acreditavam ser, e o mistério fica cada vez mais complicado de resolver. Em circunstâncias extraordinárias, o melhor e o pior de cada um pode vir ao de cima.

### 2.ª temporada
Carlos pousa o poema e olha para a fotografia de Elisa, em Colares. Pergunta para quem é que Elisa terá escrito aquele poema e dispõe lado a lado as fotografias de Rui, Zé Pedro, Bruno e Inácio. Bruno entra no atelier, que está praticamente às escuras, tira os sapatos e o casaco e deita-se no sofá. Rui pergunta por Francisca a Sofia, entretanto recebe chamada de Zé Pedro e este diz-lhe que já colocou alguém a vigiar Francisca. Francisca pára o carro junto à casa do Carlos, toca a campainha e aguarda que abram.
O detetive observa e tira fotografias a Francisca. Francisca conta a Carlos a conversa que teve com Matilde. Carlos pede a Francisca que de futuro lhe ligue para se encontrarem noutro sítio, uma vez que ele e a sua equipa estão sob investigação. Francisca concorda que devam ter mais cuidado. Júlio informa Tiago que Zé Lenka e Furio são suspeitos de estarem ligados ao tráfico de mulheres e a outros negócios obscuros e que podem estar envolvidos no rapto de Elisa. Tiago diz a Júlio que está na hora de ele se sentar com Carlos e analisarem as ligações do caso Vânia com o caso Elisa.
No café Cagliari, Alexandra toma o pequeno-almoço enquanto conversa com Ana. Olívia chega e fica constrangida ao ver Alexandra e Ana juntas. Júlio informa Carlos que Zé Lenka e Furio são sócios da discoteca onde esteve Elisa e Carlos pede-lhe para voltarem a falar quando ele tiver mais informações. Olívia pergunta a Alexandra se ela tem alguma coisa com Ana e diz-lhe que quer ser feliz com ela e vai contar a verdade a Inácio. 
Sebastião diz a Inácio que quer mesmo sair de casa e ir viver sozinho e pergunta se o pai o apoia. Inácio diz para ele aguardar mais um pouco, porque as coisas entre ele e Olívia não estão bem e pode acontecer ele sair de casa e assim Sebastião iria viver com ele. Sebastião pergunta se a mãe tem um caso com Alexandra.
Alexandra e Olívia entram em casa, sedentas uma da outra, beijando-se e tirando a roupa, caem aos beijos no sofá. Sofia diz a Francisca que Rui de manhã perguntou por ela, entretanto Rui entra com as filhas e pergunta à mulher onde esteve e Francisca não lhe responde. Olívia chega a casa e Sebastião e Inácio estão a almoçar. Olívia diz que se atrasou porque esteve a conversar com Alexandra e perceberam que não valia a pena estarem chateadas por causa da exposição. Sebastião diz que vai a casa de Gonçalo e Olívia sente que algo se passa. Procurador está reunido com Raquel e Carlos e diz-lhes que com o inquérito concluiu que não há nada a apontar à investigação e que vai informar Rui. Carlos dá conhecimento ao Procurador, que Rui está a subornar Raquel. 
Constança repreende Rui por ele estar a subornar Raquel e diz-lhe também que se não despedir Zé Pedro terá que escolher entre ela e ele. Olívia confessa a Inácio que está apaixonada por Alexandra e Inácio fica incrédulo e sai para a rua. Rui diz que não vai despedir nenhum dos dois e Constança apresenta a sua carta de demissão. Constança insulta Zé Pedro e diz-lhe que a culpa é toda dele. Rui informa Zé Pedro que Constança se despediu e Zé Pedro informa o amigo que Francisca esteve na casa de Carlos durante a manhã e Rui examina as fotos furioso. Carlos, Tiago e Procurador falam da investigação do caso Elisa. Constança está triste e conta a Bruno que se despediu. Bruno fica animado. Bruno beija-a e começa a acariciá-la e Constança corresponde. 
Sebastião chega para trabalhar e encontra o pai bêbado e Inácio diz-lhe que o melhor é arranjarem uma casa para os dois. Bruno e Constança acabaram de fazer amor e Bruno diz que tem que sair para tratar de uns assuntos e que vai dormir em casa. Olívia está a fazer as suas malas e ouve barulho da porta de entrada. Inácio está muito bêbado, chega a casa amparado por Sebastião. Inácio diz ao filho que quer conversar com Olivia e ela vinca que vai embora. Sebastião está furioso e diz à mãe para não voltar. Elena e Faustino estão a fechar o estabelecimento. Yuri entra com o dinheiro para pagar a Zé Lenka e Furio que, entretanto, entram na casa de Strip. Rui pede a Francisca para voltar a dormir no quarto deles, mas Francisca diz que prefere dormir no quarto de Elisa, pois o casamento deles está no fim. 
Constança janta com os filhos e informa-os que já resolveu os problemas com Bruno e que o pai vai voltar para casa. Matilde sorri e Gonçalo desconfia. Bruno segue de carro pela serra de Sintra ao som da música. Bruno pára o carro no sítio do costume, sai do carro e vai pegar nas galochas que tem escondidas no arbusto e troca de sapatos. Bruno leva consigo sacos de uma loja de ferragens, numa mão, e os sapatos, na outra, e aproxima-se da porta da casa. Bruno entra na casa e volta a trancar a porta. Surge Elisa que lhe pede suplicante para ir para casa. Bruno suspira e abraça Elisa, que chora. Vemos o saco que Bruno trazia consigo com correntes de ferro e grilhões.

### 3.ª temporada
Catia (Joana Barradas) conta a Dulce (Anna Eremin) que sabe de mais uma notícia bombástica, acrescentado que os primos de Elisa (Heidi Berger) fugiram de casa. Dulce fica entusiasmada e diz à equipa que vai ao bar de strip.
Patrícia (Daniela Marques) fica a saber que os primos fugiram e acha bem, deixando Rui (António Pedro Cerdeira) e Francisca (Ana Cristina Oliveira) preocupados.
Elisa está a dormir, uma enfermeira entra e, com o seu telemóvel, tira-lhe uma foto.
Elena (Marina Vucic Fernandez) prepara-se para limpar a mancha de sangue deixada por Faustino.
Dulce bate à porta e Elena diz-lhe que não tem nada para falar e pede à jornalista que saia. Dulce resiste, e provoca Elena, que a agride e Dulce vinca que vai processá-la.
Mário (João Cabral) desabafa com Ana (Vera Kolodzig) e pede-lhe que ela se despache com o plano contra Dulce, e revela que os primos de Elisa fugiram.
Alexandra (Jessica Athayde) e Inácio (Pedro Laginha) levam Olívia (Paula Neves) para o quarto para poder descansar e dão, os três, as mãos.
Constança (Joana Seixas) conversa com Marta (Anabela Teixeira) e ela conta que já fez o relatório sobre o estado psíquico de Elisa. A psicóloga pergunta pelos filhos, a Constança, e ela mente, dizendo que foram viajar. Marta confronta-a dizendo que no «Diário da Linha» havia referência ao facto de eles terem fugido.
Dulce entra, furiosa, por causa do estalo que Elena lhe deu. Cátia mostra-lhe uma foto de Elisa na clínica. Dulce diz para ela publicar, imediatamente, a foto e prepara-se para escrever um artigo sobre Elena.
Procurador conta a Rui que Elisa confessou à PJ que ela e Bruno (Pedro Lima) queriam fugir juntos e planearam tudo: telefonemas, fotos, resgate, simulação de rapto.
Carlos (Marco D'Almeida) está reunido com Raquel (Teresa Tavares) e Tiago (João Lagarto) e conta-lhes que Elena e Faustino (Paulo Manso) tinham um plano para acabar com Zé Lenka (Miguel Borges), que não correu bem.
Entretanto dá-se uma forte explosão e Carlos, Raquel (Teresa Taavres) e Tiago sacam das pistolas, recuperando do susto. Uma nuvem de fumo não deixa perceber as movimentações dos vultos que entram na sede da PJ. Ouve-se o som de disparos e dois inspetores caem, baleados. Os peritos estão no chão, Cosme (Miguel Rebelo) tenta levantar-se e é agarrado por Zé Lenka, que entra acompanhado por Jacaré (Ricardo Duarte), ambos vestidos com o uniforme da companhia de electricidade.
Jacaré dispara em redor estoirando com vidros e destruindo equipamentos. Zé Lenka arrasta Cosme consigo e dispara sobre Vilar e Afonso que se tentam defender, mas acabam por ser abatidos. Carlos e Raquel deslocam-se de armas empunhadas, abrem uma porta e, logo a seguir, afastam-se a tempo de evitar uma rajada de metralhadora.
Zé Lenka grita quais são as suas condições e Carlos oferece-se como refém. Tiago aproxima-se, enquanto vê um cenário de mortes à sua volta. Zé Lenka, a gritar, diz que tem consigo, como refém, Cosme e apresenta as suas condições.
Dulce fala para a equipa da redação, pedindo que escrevam sobre escândalos, vincando que não interessa que sejam mentiras. Para ela, o importante são os cliques que os leitores fazem quando estão a ler os artigos. Cátia apercebe-se que tem uma câmara no seu computador e que estão a emitir imagens em direto do que se passa na redação, deixando Dulce de cabeça perdida.
Francisca e Rui estão siderados, de tablet na mão, a olhar para o que se passa na redação do jornal, vendo Dulce e a sua equipa aflita. Ana, Mário e Sandra olham para o ecrã do portátil de Ana e Mário (João Cabral) dá-lhe os parabéns. Dulce ordena, aos gritos, que todos desliguem os computadores para interromperem a emissão.
Sebastião (Filipe Matos), Gonçalo (Luís Ganito) e Matilde (Joana Aguiar) entram na clínica, dirigem-se ao quarto de Elisa e libertam-na.
Carlos e Raquel mantêm as suas posições e dizem a Zé Lenka que o Diretor já iniciou as negociações. Zé Lenka diz a Carlos que não são negociações, mas exigências, e pede a Cosme que dê a sua opinião sobre a bomba que ele tem ali.
Cosme leva uma pancada de Zé Lenka, por ter tentado dar mais informações sobre a bomba. Tiago aproxima-se de Raquel e de Carlos e diz-lhes que o Ministro vai começar a tratar das exigências de Zé Lenka.
Matilde, Gonçalo e Sebastião fogem da clínica com Elisa.
Cátia informa Dulce do que está a acontecer na PJ, mas Dulce não está interessada, chamando o informático para descobrir quem montou aquela armadilha.
Rui pede a Zé Pedro (Graciano Dias) que arranje alguém para matar Bruno, e este tenta demover o amigo. Rui relembra Zé Pedro de que ele o ajudou no processo de internamento e que Constança arranjou a psicóloga de forma a conseguir proteger o marido.

## Elenco
| Ator                     | Personagem          | Temporadas            | Temporadas            | Temporadas            |
| Ator                     | Personagem          | 1                     | 2                     | 3                     |
| ------------------------ | ------------------- | --------------------- | --------------------- | --------------------- |
| Marco d'Almeida          | Carlos Reis         | Protagonista          | Protagonista          | Protagonista          |
| António Pedro Cerdeira   | Rui Menezes         | Antagonista           | Antagonista           | Antagonista           |
| Ana Cristina de Oliveira | Francisca Menezes   | Protagonista          | Protagonista          | Protagonista          |
| Heidi Berger             | Elisa Menezes       | Protagonista          | Protagonista          | Protagonista          |
| Joana Seixas             | Constança Pires     | Co-Antagonista        | Co-Antagonista        | Co-Antagonista        |
| Pedro Lima (†)           | Bruno Pires         | Co-Antagonista        | Co-Antagonista        | Co-Protagonista       |
| João Lagarto             | Tiago Elói          | Coadjuvante           | Coadjuvante           | Coadjuvante           |
| Luís Ganito              | Gonçalo Pires       | Regular               | Regular               | Regular               |
| Vera Kolodzig            | Ana Almeida         | Regular               | Regular               | Regular               |
| Joana Aguiar             | Matilde Pires       | Regular               | Regular               | Regular               |
| Paula Neves              | Olivia Frazão       | Regular               | Regular               | Regular               |
| Sérgio Praia             | Yuri Petrovich      | Regular               | Participação          | Ausente               |
| Rita Martins             | Vânia Sousa         | Participação          | Ausente               | Ausente               |
| Marina Vucic             | Elena Zagoruychenko | Regular               | Regular               | Regular               |
| Miguel Borges            | Zé Lenka            | Participação          | Regular               | Regular               |
| Pedro Laginha            | Inácio Frazão       | Regular               | Regular               | Regular               |
| Filipe Matos             | Sebastião Frazão    | Regular               | Regular               | Regular               |
| Teresa Tavares           | Raquel Soares       | Regular               | Regular               | Regular               |
| João Catarré             | Júlio Morgado       | Regular               | Regular               | Ausente               |
| Jessica Athayde          | Alexandra Correia   | Regular               | Regular               | Regular               |
| Catarina Gouveia         | Joana Sarmento      | Regular               | Regular               | Ausente               |
| Graciano Dias            | Zé Pedro Lemos      | Regular               | Regular               | Regular               |
| João Cabral              | Mário Montenegro    | Regular               | Regular               | Regular               |
| Anna Eremin              | Dulce               | Ausente               | Regular               | Regular               |
| Diogo Costa Reis         | Manuel Rocheta      | Regular               | Ausente               | Ausente               |
| Joana Manuel             | Anabela Horta       | Participação          | Participação          | Participação          |
| Estrela Novais           | Sofia Mendes        | Participação Especial | Participação Especial | Participação Especial |
| Matilde Serrão           | Carolina Menezes    | Infantil              | Infantil              | Infantil              |
| Daniela Marques          | Patrícia Menezes    | Infantil              | Infantil              | Infantil              |
| Miguel Rebelo            | Ezequiel Cosme      | Adicional             | Adicional             | Adicional             |
| André Gago               | António Távora      | Adicional             | Adicional             | Adicional             |
| Pedro Barbeitos          | Inspetor Afonso     | Adicional             | Adicional             | Adicional             |
| António Aldeia           | Inspetor Vilar      | Adicional             | Adicional             | Adicional             |
| Sofia Sá                 | Sandra              | Adicional             | Adicional             | Adicional             |
| Beatriz Costa            | Claúdia             | Ausente               | Adicional             | Adicional             |

## Produção
Prevista para estrear em abril de 2014 apontando Fernanda Serrano, Paula Lobo Antunes e José Carlos Pereira no elenco, o folhetim por falta de verba foi vetado. Em 2015 a ideia de produzir a série voltou a tona mas apenas em 2016 foi confirmada que o folhetim ganharia uma versão portuguesa e que na verdade se trataria de uma série, e não de uma novela como havia sido apontada pela estreia anteriormente.
Apontada para o elenco, Fernanda Serrano foi desapontada por ficar de fora do projeto. «Não seria lógico verem-me em dois trabalhos em simultâneo mas custa-me muito porque a série era mesmo minha», afirmou, referindo-se ao facto de estar atualmente em antena com a novela A Impostora. 
Assim como A Impostora, Onde Está Elisa? estreia totalmente gravada. «Não há ainda data de estreia prevista», revela Bruno Santos, diretor de programas, à revista TV 7 Dias. Anunciada como uma «tele-série», Onde Está Elisa? promete agarrar os portugueses logo no primeiro episódio, até porque o «ritmo e narrativa são diferentes» quando comparado com o tradicional formato telenovela. 
No dia 20 de novembro foi para o ar emissão do último episódio da primeira temporada (48 episódios). A segunda temporada foi transmitida entre janeiro e abril de 2019.
Passado um ano a TVI decidiu passar a emitir a terceira e última temporada da série, que estreou a 24 de fevereiro de 2020, no horário antes ocupado por Prisioneira.

## Lista de temporadas
| Resumo | Resumo | Episódios | Episódios | Originalmente exibido   | Originalmente exibido  |
| Resumo | Resumo | Episódios | Episódios | Estreia da temporada    | Final da temporada     |
| ------ | ------ | --------- | --------- | ----------------------- | ---------------------- |
|        | 1      | 48        | 48        | 17 de setembro de 2018  | 20 de novembro de 2018 |
|        | 2      | 77        | 77        | 7 de janeiro de 2019    | 30 de abril de 2019    |
|        | 3      | 20        | 20        | 24 de fevereiro de 2020 | 20 de março de 2020    |

## Audiências

### 1.ª temporada
A 1.ª temporada estreou com 8,9% de rating e 25,1% de share na vice liderança. Já a segunda parte exibida depois da estreia marcou 5,7% de rating e 25,4% de share.
A primeira temporada terminou com 5,4% de rating e 25,5% de share na liderança.
| Média | Média    | Episódios exibidos | Rating | Share | Ref.  |
| ----- | -------- | ------------------ | ------ | ----- | ----- |
| 2018  | Setembro | 10                 | 4,9%   | 21,5% | ...   |
| 2018  | Outubro  | 23                 | 4,5%   | 19,1% | [ 7 ] |
| 2018  | Novembro | 14                 | 4,8%   | 20,0% | [ 8 ] |
| Total | Total    | 48                 | 4,7%   | 20,2% |       |

### 2.ª temporada
A segunda temporada estreou a 7 de janeiro de 2019, com 4,1% de rating e 18,2% de share na liderança. No final marcou 3,9% de rating e 16,5% de share.
A segunda temporada terminou com 3,9% de rating.
| Média | Média     | Episódios exibidos | Rating | Share | Ref.   |
| ----- | --------- | ------------------ | ------ | ----- | ------ |
| 2019  | Janeiro   | 19                 | 4,2%   | 18,3% | [ 10 ] |
| 2019  | Fevereiro | 16                 | 4,6%   | 19,7% | ...    |
| 2019  | Março     | 20                 | 4,2%   | 18,9% | ...    |
| 2019  | Abril     | 22                 | 4,2%   | 17,1% | ...    |
| Total | Total     | 77                 | 4,3%   | 18,5% |        |

### 3.ª temporada
A terceira e última temporada estreou a 24 de fevereiro de 2020, com 4,5% de rating e 12,6% de share na vice-liderança.
O último episódio, exibido a 20 de março do mesmo ano, alcançou recorde de espetadores, mas ficou mesmo assim longe da liderança. O resultado foi de 4,9% de rating e 13,2% de share, com 460.900 espectadores acompanharam o desfecho da série de Artur Ribeiro.
| Média | Média     | Episódios exibidos | Rating | Share | Ref.   |
| ----- | --------- | ------------------ | ------ | ----- | ------ |
| 2020  | Fevereiro | 5                  | 3.9    | ...   | ...    |
| 2020  | Março     | 15                 | ...    | ...   | ...    |
| Total | Total     | 20                 | 3.0    | ...   | [ 13 ] |